# Idactus maculicornis
Idactus maculicornis es una especie de escarabajo longicornio del género Idactus, tribu Ancylonotini, subfamilia Lamiinae. Fue descrita científicamente por Gahan en 1890.

## Descripción
Mide 9-20 milímetros de longitud.

## Distribución
Se distribuye por Arabia Saudita, Eritrea, Etiopía, Kenia, Mozambique, Uganda, Somalia, Tanzania y Yemen.